# Vercia
Vercia korábbi község (település) Franciaországban, Jura megyében. 2025. január 1-jén Bonnaud, Grusse és Vincelles községgel egyesült és Val-Sonnette új község része lett.
Lakosainak száma 295 fő (2018. január 1.). Vercia Vincelles, Orbagna, Beaufort és Rotalier községekkel határos.

## Népesség
A település népessége az elmúlt években az alábbi módon változott:
| Lakosok száma | 252  | 229  | 246  | 229  | 244  | 326  | 314  | 306  | 304  | 295  |
|               | 1968 | 1975 | 1982 | 1990 | 1999 | 2011 | 2013 | 2015 | 2017 | 2018 |